# Springbrook (Dakota Północna)
Springbrook – miasto w Stanach Zjednoczonych, w stanie Dakota Północna, w hrabstwie Williams.